# Parafia Świętego Krzyża w Maspeth
Parafia Świętego Krzyża w Maspeth (ang. Holy Cross Parish) – parafia rzymskokatolicka położona w Maspeth, w stanie Nowy Jork, Stany Zjednoczone.
Jest ona wieloetniczną parafią w diecezji Brooklyn, z mszą św. w j. polskim, dla polskich imigrantów.
Ustanowiona w 1913 roku i dedykowana Świętemu Krzyżowi.

## Nabożeństwa w j. polskim
- W tygodniu 7:00; 8:00
- Niedziela – 8:00; 11:00; 19:00

## Szkoły
- Holy Cross School